# Museo Tecnológico Aeroespacial
El Museo Tecnológico Aeroespacial (MTA) creado en 1999 es un museo militar de la Fuerza Aérea Argentina con sede en Río Cuarto (o Río IV, provincia de Córdoba) y en la órbita de la red de museos de la defensa bajo la gestión del Ministerio de Defensa.
Se halla en el Área Material Río Cuarto (ARMACUAR) de la Fuerza Aérea Argentina y exhibe la historia de esa unidad de mantenimiento, y de los armamentos, sensores, equipos y aeronaves que sirvieron en esa fuerza armada.
La muestra incluye una aeronave FMA IA-63 Pampa construida en la Fábrica Militar de Aviones, así como un cazabombardero McDonnell Douglas A-4P Skyhawk C-222 de la época de la guerra de Malvinas, y un caza Dassault M-III CJ Mirage C-717 que fuera de la dotación del CEASO dependiente de la Dirección General de Investigación y Desarrollo de la Fuerza Aérea. En el jardín se exhibe un avión de transporte Douglas C-47A Skytrain TC-37.